# Anastasios Papanastasiou
Anastasios Papanastasiou (griechisch Αναστάσιος Παπαναστασίου, * 7. August 1967 in Athen) ist ein ehemaliger griechischer Wasserballspieler. Er war mit der griechischen Nationalmannschaft 1991 und 1993 Dritter bei den Mittelmeerspielen.

## Sportliche Karriere
Der 1,86 Meter große Anastasios Papanastasiou gewann mit der griechischen Mannschaft bei den Mittelmeerspielen in Athen die Bronzemedaille hinter den Italienern und Jugoslawen. 1992 bei den Olympischen Spielen in Barcelona belegten die Griechen in ihrer Vorrundengruppe den letzten Platz. Mit zwei Siegen in der Platzierungsrunde erreichten sie den zehnten Rang.
1993 bei den Mittelmeerspielen in Languedoc-Roussillon siegten die Italiener vor den nun selbständigen Kroaten. Die Griechen wurden wie 1991 Dritte. Im Jahr darauf bei der Weltmeisterschaft 1994 in Rom belegten die Griechen den siebten Platz. Papanastasiou erzielte im Turnierverlauf zwei Tore. 1996 bei den Olympischen Spielen in Atlanta erreichten die Griechen als Vierte ihrer Vorrundengruppe das Viertelfinale und unterlagen dort der ungarischen Mannschaft mit 8:12. Papanastasiou warf im Viertelfinale zwei Tore. Letztlich belegten die Griechen den sechsten Platz.
Anastasios Papanastasiou ist der Vater von Alexandros Papanastasiou, der 2021 in Tokio die Silbermedaille im Wasserball gewann. Er ist nicht identisch mit dem 1964 geborenen Tasos Papanastasiou, der 1984 und 1988 an den Olympischen Spielen teilnahm.